# Balthazar Georges Sage

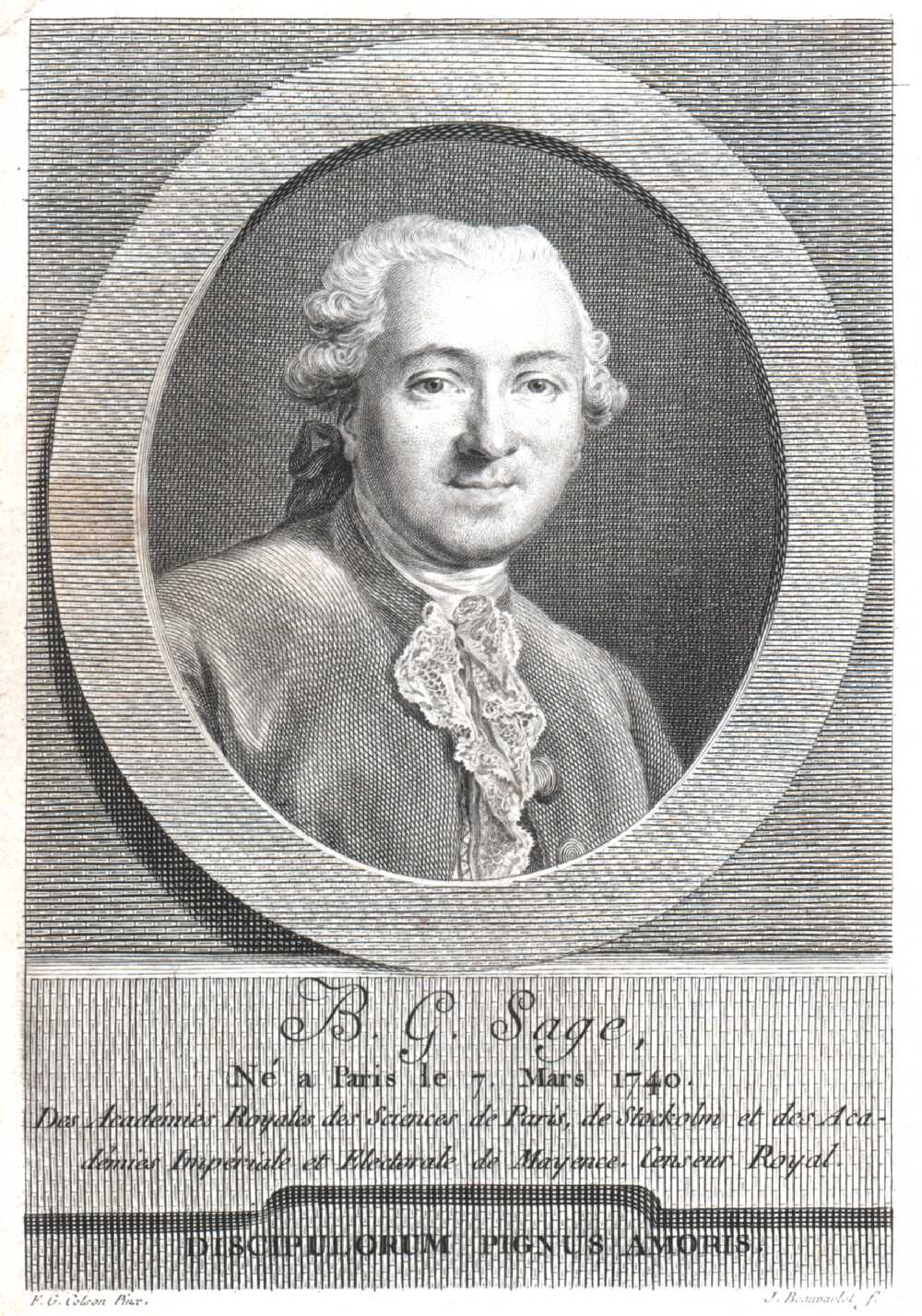
Balthazar Georges Sage

Balthazar Georges Sage (* 7. März 1740 in Paris; † 9. September 1824 ebenda) war ein französischer Mineraloge und Chemiker und erster Direktor der École des Mines, die er 1783 gründete. Seit 1770 gehörte er der Académie royale des sciences an. 1775 wurde er Mitglied der Leopoldina.
Sage war zunächst als Metallurge und Chemiker in der Münze (im Hôtel des Monnaies) in Paris beschäftigt. 1778 gründete er dort eine Schule für Mineralogie und Bergbau, aus der 1783 durch königliches Dekret die École des Mines wurde. Der einzige weitere Professor war zunächst Jean-Pierre-François Guillot-Duhamel. 1790 wurde die Leitung seiner Schule auf die Agence de mines übertragen. Er erblindete 1805 und starb in Armut.
Er ist weniger als Wissenschaftler bekannt (wie sein Kollege Antoine-Grimald Monnet war er noch lange nach den Entdeckungen von Antoine Laurent de Lavoisier Anhänger der überholten Phlogiston-Theorie und lehnte die neuen Theorien von René-Just Haüy in der Mineralogie ab) als durch sein Organisationstalent. Unter anderem baute er eine bedeutende Mineraliensammlung an seiner Hochschule auf, die später ins Pariser Museum für Naturgeschichte kam. 